# Casa Morillo (Arasanz)

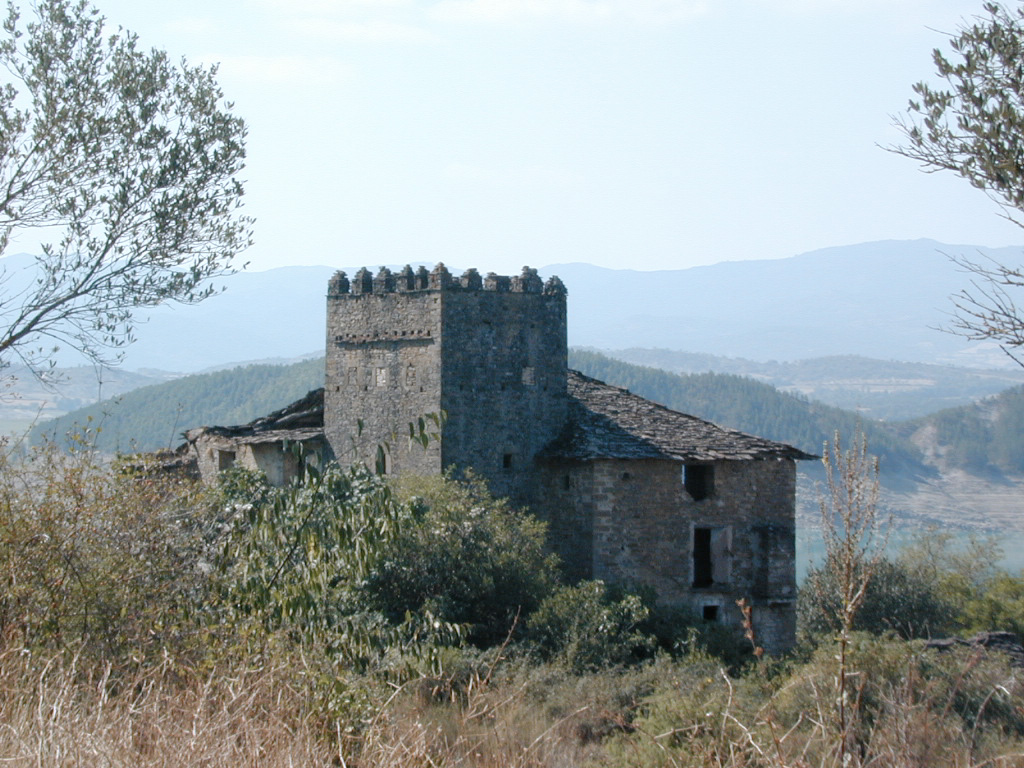
Casa Morillo

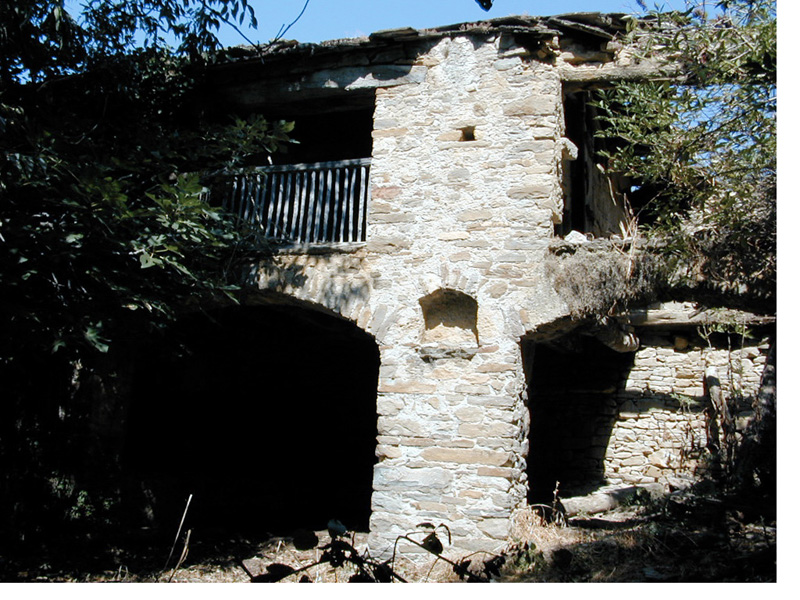
Ostseite

Die Casa Morillo in Arasanz, einem Ortsteil der spanischen Gemeinde La Fueva in der Provinz Huesca der Autonomen Gemeinschaft Aragonien, wurde im 16. Jahrhundert erbaut. Das befestigte Wohnhaus ist als Bien de Interés Cultural (Baudenkmal) klassifiziert.

## Beschreibung
Die Casa Morillo ist ein typisches Beispiel eines befestigten Wohnhauses mit Türmen in der Region Alto Aragón, dem nördlichen Aragonien in den Pyrenäen. Die Region war im 16. Jahrhundert durch politische und soziale Konflikte gekennzeichnet. Gleichzeitig machten Banden das Gebiet unsicher. 
Das dreigeschossige Haus ist heute nur noch als Ruine erhalten. Das Dorf wurde für den Bau der Embalse de Mediano umgesiedelt, sodass nach und nach alle Gebäude verfielen. Der Wehrturm an der Nordseite der Casa Morillo wurde auf quadratischem Grundriss errichtet. 